# 蹇韬
蹇韬（2001年6月22日—），中国职业足球运动员，司职守門員，效力于中超俱乐部成都蓉城和中国国家队。

## 俱乐部生涯
蹇韬生于四川省广元市，2012年起在成都德瑞足球培训中心练习足球。2013年，获成都市足协发掘，加盟足协球队。2018年，到法甲球队奥林匹克里昂接受训练，次年正式签约。
在里昂一年半后，加盟球队在法丙的卫星球队博若莱自由城。之后在球队12比0大胜US Mozac的法國盃比赛中替补上场，这是他在球队的唯一一次出场，到2022年7月就被释放。

### 成都蓉城
2023年1月，跟随中超球队成都蓉城训练，同年4月7日正式加盟。
2023年8月4日，在客场3比2击败青岛海牛中首发。随后取代张岩成为球队首发门将，参加赛季余下11场比赛，4次零封对手。

## 国家队生涯
蹇韬曾代表中国U15到U21球队参赛。
2023年12月12日，蹇韬入选中国国家队参加卡塔尔亚洲杯的大名单，成为新科国门。